# Pulsatilla holubyana
Pulsatilla holubyana är en ranunkelväxtart som beskrevs av Karel Domin. Pulsatilla holubyana ingår i släktet pulsatillor, och familjen ranunkelväxter. Inga underarter finns listade i Catalogue of Life.